# Isla Laggard
La isla Laggard es una isla rocosa de la Antártida ubicada a 64°49′S 64°02′O / -64.817, -64.033 a 2 millas al sudeste de la punta Bonaparte, en la costa sudoeste de la isla Anvers, en el archipiélago Palmer. 
Fue llamada Laggard por el Comité de Topónimos de Antárticos del Reino Unido (UK-APC) después de 1955, tras la exploración del FIDS británico. El nombre provino de la posición de la isla sobre la franja del este de las islas de los alrededores de Puerto Arthur.

## Reclamaciones territoriales
Argentina incluye a la isla en el departamento Antártida Argentina dentro de la provincia de Tierra del Fuego, Antártida e Islas del Atlántico Sur; para Chile forma parte de la comuna Antártica de la provincia Antártica Chilena dentro de la Región de Magallanes y de la Antártica Chilena; y para el Reino Unido integra el Territorio Antártico Británico. Las tres reclamaciones están sujetas a los términos del Tratado Antártico.
Nomenclatura de los países reclamantes: 
- Argentina: ?
- Chile: ?
- Reino Unido: Laggard Island